# Pterolophia tengahensis
Pterolophia tengahensis är en skalbaggsart som beskrevs av Stefan von Breuning 1965. Pterolophia tengahensis ingår i släktet Pterolophia och familjen långhorningar. Inga underarter finns listade i Catalogue of Life.